# نيزا (سايتاما)
مدينة نيزا (بالإنجليزية: Niiza)‏ هي أحد المدن التابعة لمحافظة سايتاما. تأسست رسميًا في 01/11/1970. ويقدر عدد سكانها بـ 155926 نسمة حسب تقدير مكتب الإحصاء الياباني لعام 2012. تبلغ مساحة نيزا 22.8 كم2. بكثافة سكانية تبلغ 6839 نسمة/كم2.

## توأمة
لنيزا (سايتاما) اتفاقيات توأمة مع كل من:
- نويروبين
- يوفاسكولا

## أعلام
- شونسوكي تسوتسومي
- كيري موريسون
- أتسوشي إينوي
- كينجي كيكاوادا
- هيرومي مياكي